# 伊藤桃々
>
伊藤 桃々（いとう もも、2000年12月16日 - ）は、日本のファッションモデル。静岡県出身。株式会社トイボックスエージェント所属。Cheri miデザイナー。More..Mi by momoプロデューサー。

## 経歴
2017年に「Popteen専属モデルオーディション」で準グランプリを獲得。
2017年12月ごろ、復刊準備中の『egg』モデルに誘われていた友人が、伊藤に同モデルになることを勧める。伊藤は『egg』モデルに合格しプラチナムプロダクションへの所属が決まる。
復刊にあたって、『egg』編集長は、強めのギャルメイクをするなどの「強めギャル」を推していくことを方針としていたが、その中で伊藤は元来「甘め」のギャルスタイルが好みであり、普段から日焼けを避け白めのファンデーションを基調としたメイクをしている。伊藤は代表的な「白ギャル」の一人としてマスコミから取り上げられる。
2018年、恋愛リアリティーショー『太陽とオオカミ君には騙されない』（AbemaTV）へ出演したことで女子高生を中心に知名度が高まり、ファッションイベント開催時の報道でも『オオカミくん』メンバーとして取り上げられる。
2019年4月12日発売の『ヤングアニマル』で表紙を飾る。5月1日、新元号となった令和の初日にYouTubeチャンネルを開設した。同日は、『egg』復刊号の発売日でもあった。
2019年8月プロデュースするコスメブランド『More..Mi by momo』販売開始。
2021年プロデュースするアパレルブランド『Cheri mi』販売開始。
2021年12月17日、egg公式YouTubeにて同誌を卒業することを発表。翌年3月27日のegg Fesをもって卒業した。
2022年4月1日、小悪魔agehaの専属モデルとなったことを発表した。
2024年9月30日、プラチナムプロダクションを退所。

## 人物
- SNSには完全に仕事として取り組んでいる。ファッションモデルとして女性の支持を大切にするとともに、男性向けのグラビアモデルの仕事にも意欲を持っており、フォロワーの男女比を調べてどちらかに偏らないような投稿を心掛けている[22]。
- SNSのフォロワー総数は160万を越える。

## 出演

### ファッションショー
- KANSAI COLLECTION 2024 AUTUMN＆WINTER（2024年8月1日、京セラドーム大阪）[23]

### テレビドラマ
- 白衣の戦士! 第4話（2019年5月8日、日本テレビ）

### インターネットテレビ
- 太陽とオオカミくんには騙されない（2018年7月29日 - 10月14日、AbemaTV）[24][25]
- 太陽とオオカミくんには騙されない スペシャルムービー YOKOHAMA bluesバージョン（2018年11月、AbemaTV）
- 番外編 太陽とオオカミくんには騙されない #8.5 もも編（2018年9月16日、AbemaTV）
- イマっぽTV #16・#17（2018年5月30日 - 、AbemaTV）
- 極楽とんぼのタイムリミット（2020年10月11日[26]、ABEMA）

## 書籍

### ウェブマガジン
- egg（2017年 - 2022年、株式会社MRA）- 専属モデル[24]
- 小悪魔ageha（2022年 - 、メディア・パル）- 専属モデル